# Zach Redmond
Zach Redmond, född 26 juli 1988, är en amerikansk före detta professionell ishockeyspelare. Han draftades i sjunde rundan som 184:e totalt av Atlanta Thrashers vid NHL Entry Draft 2008. Han spelade även för Winnipeg Jets, Colorado Avalanche, Montreal Canadiens och Buffalo Sabres i National Hockey League (NHL).

## Statistik

### Klubbkarriär
| 2005–06    | Sioux Falls Stampede    | USHL       | 48  | 4  | 7  | 11 | 57 | 11 | 1 | 2  | 3  | 4  |
| 2006–07    | Sioux Falls Stampede    | USHL       | 60  | 8  | 31 | 39 | 37 | 8  | 3 | 7  | 10 | 8  |
| 2007–08    | Ferris State University | CCHA       | 37  | 6  | 13 | 19 | 33 | —  | — | —  | —  | —  |
| 2008–09    | Ferris State University | CCHA       | 38  | 3  | 21 | 24 | 48 | —  | — | —  | —  | —  |
| 2009–10    | Ferris State University | CCHA       | 40  | 6  | 21 | 27 | 20 | —  | — | —  | —  | —  |
| 2010–11    | Ferris State University | CCHA       | 26  | 7  | 13 | 20 | 20 | —  | — | —  | —  | —  |
| 2010–11    | Chicago Wolves          | AHL        | 3   | 0  | 0  | 0  | 4  | —  | — | —  | —  | —  |
| 2011–12    | St. John's IceCaps      | AHL        | 72  | 8  | 23 | 31 | 33 | 10 | 1 | 2  | 3  | 10 |
| 2012–13    | St. John's IceCaps      | AHL        | 38  | 8  | 11 | 19 | 34 | —  | — | —  | —  | —  |
| 2012–13    | Winnipeg Jets           | NHL        | 8   | 1  | 3  | 4  | 12 | —  | — | —  | —  | —  |
| 2013–14    | St. John's IceCaps      | AHL        | 40  | 6  | 18 | 24 | 26 | 21 | 2 | 12 | 14 | 16 |
| 2013–14    | Winnipeg Jets           | NHL        | 10  | 1  | 2  | 3  | 0  | —  | — | —  | —  | —  |
| 2014–15    | Colorado Avalanche      | NHL        | 59  | 5  | 15 | 20 | 24 | —  | — | —  | —  | —  |
| 2015–16    | San Antonio Rampage     | AHL        | 11  | 3  | 4  | 7  | 6  | —  | — | —  | —  | —  |
| 2015–16    | Colorado Avalanche      | NHL        | 37  | 2  | 4  | 6  | 10 | —  | — | —  | —  | —  |
| 2016–17    | Montreal Canadiens      | NHL        | 16  | 0  | 5  | 5  | 2  | —  | — | —  | —  | —  |
| 2016–17    | St. John's IceCaps      | AHL        | 26  | 4  | 14 | 18 | 8  | 4  | 1 | 1  | 2  | 2  |
| 2017–18    | Rochester Americans     | AHL        | 66  | 15 | 32 | 47 | 38 | 3  | 2 | 0  | 2  | 2  |
| 2017–18    | Buffalo Sabres          | NHL        | 3   | 0  | 0  | 0  | 2  | —  | — | —  | —  | —  |
| 2018–19    | Rochester Americans     | AHL        | 58  | 21 | 29 | 50 | 34 | 3  | 0 | 0  | 0  | 2  |
| 2019–20    | Rochester Americans     | AHL        | 59  | 5  | 25 | 30 | 24 | —  | — | —  | —  | —  |
| 2020–21    | EHC München             | DEL        | 37  | 8  | 25 | 33 | 12 | 2  | 0 | 0  | 0  | 2  |
| 2021–22    | EHC München             | DEL        | 50  | 16 | 25 | 41 | 28 | 11 | 5 | 1  | 6  | 6  |
| 2022–23    | EHC München             | DEL        | 53  | 9  | 28 | 38 | 10 | 12 | 1 | 6  | 7  | 2  |
| NHL totalt | NHL totalt              | NHL totalt | 133 | 9  | 29 | 38 | 50 | —  | — | —  | —  | —  |

### Internationellt
| År            | Lag           | Turnering     | Resultat      |   | Matcher | Mål | Assist | Poäng | Utv |
| ------------- | ------------- | ------------- | ------------- | - | ------- | --- | ------ | ----- | --- |
| 2015          | USA           | VM            | 3             | 5 | 0       | 1   | 1      | 2     |     |
| Senior totalt | Senior totalt | Senior totalt | Senior totalt | 5 | 0       | 1   | 1      | 2     |     |